# Jinrui (köpinghuvudort i Kina, Jiangxi Sheng, lat 27,93, long 114,20)
Jinrui är en köpinghuvudort i Kina. Den ligger i provinsen Jiangxi, i den sydöstra delen av landet, omkring 180 kilometer sydväst om provinshuvudstaden Nanchang. Antalet invånare är 32 031. Befolkningen består av 15 329 kvinnor och 16 702 män. Barn under 15 år utgör 23,0 %, vuxna 15-64 år 67 %, och äldre över 65 år 8,0 %.
Runt Jinrui är det tätbefolkat, med 343 invånare per kvadratkilometer. Närmaste större samhälle är Cihua, 19,6 km nordväst om Jinrui. I omgivningarna runt Jinrui växer i huvudsak blandskog.
Genomsnittlig årsnederbörd är 2 270 millimeter. Den regnigaste månaden är maj, med i genomsnitt 375 mm nederbörd, och den torraste är oktober, med 33 mm nederbörd.